# Max Adler (Jurist)
Max Adler (* 15. Jänner 1873 in Wien, Österreich-Ungarn; † 28. Juni 1937 ebenda) war ein österreichischer Jurist, Politiker und Sozialphilosoph; er war ein maßgeblicher Theoretiker des Austromarxismus. Er war ein Bruder von Oskar Adler.

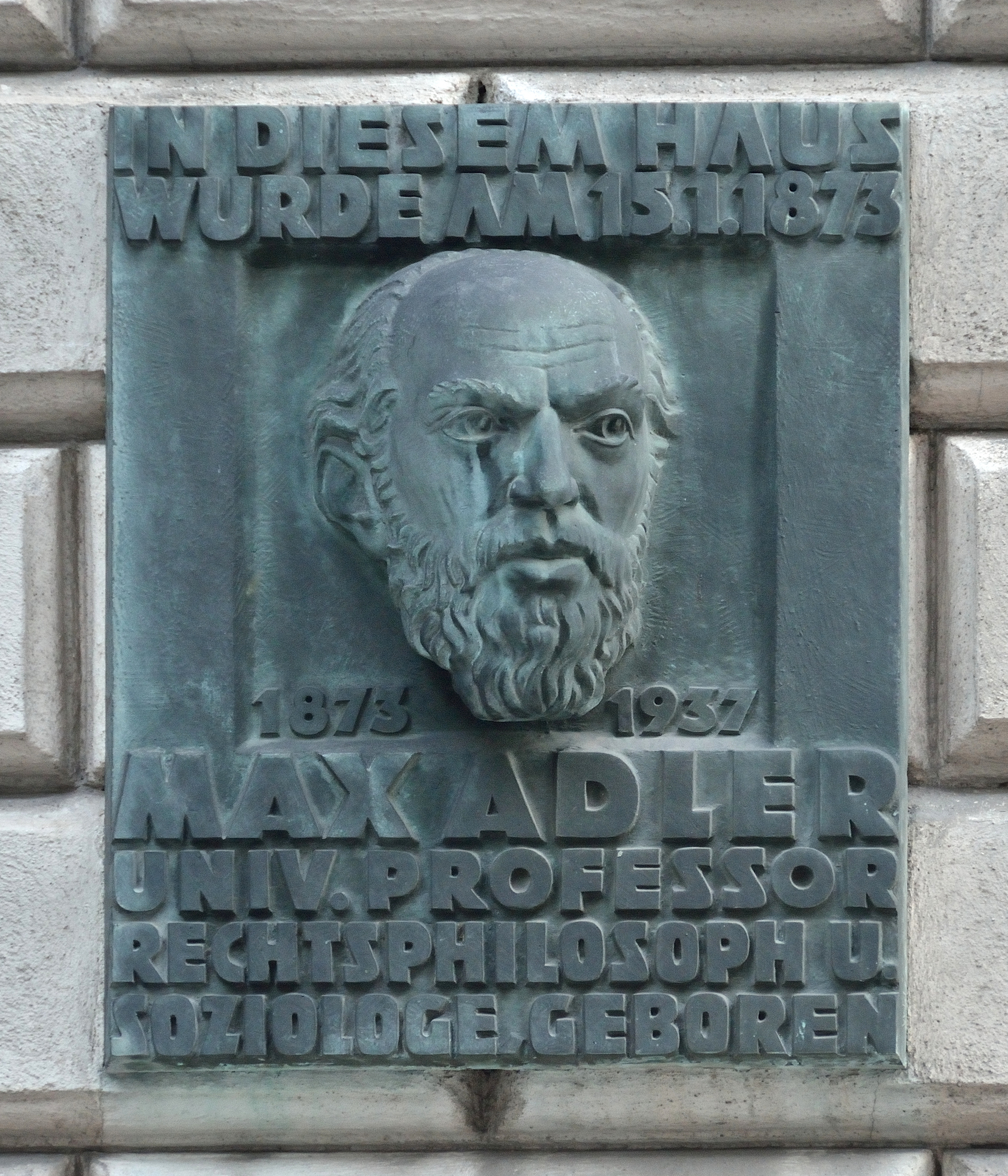
Gedenktafel am Geburtshaus in der Waschhausgasse 1a in Wien-Leopoldstadt

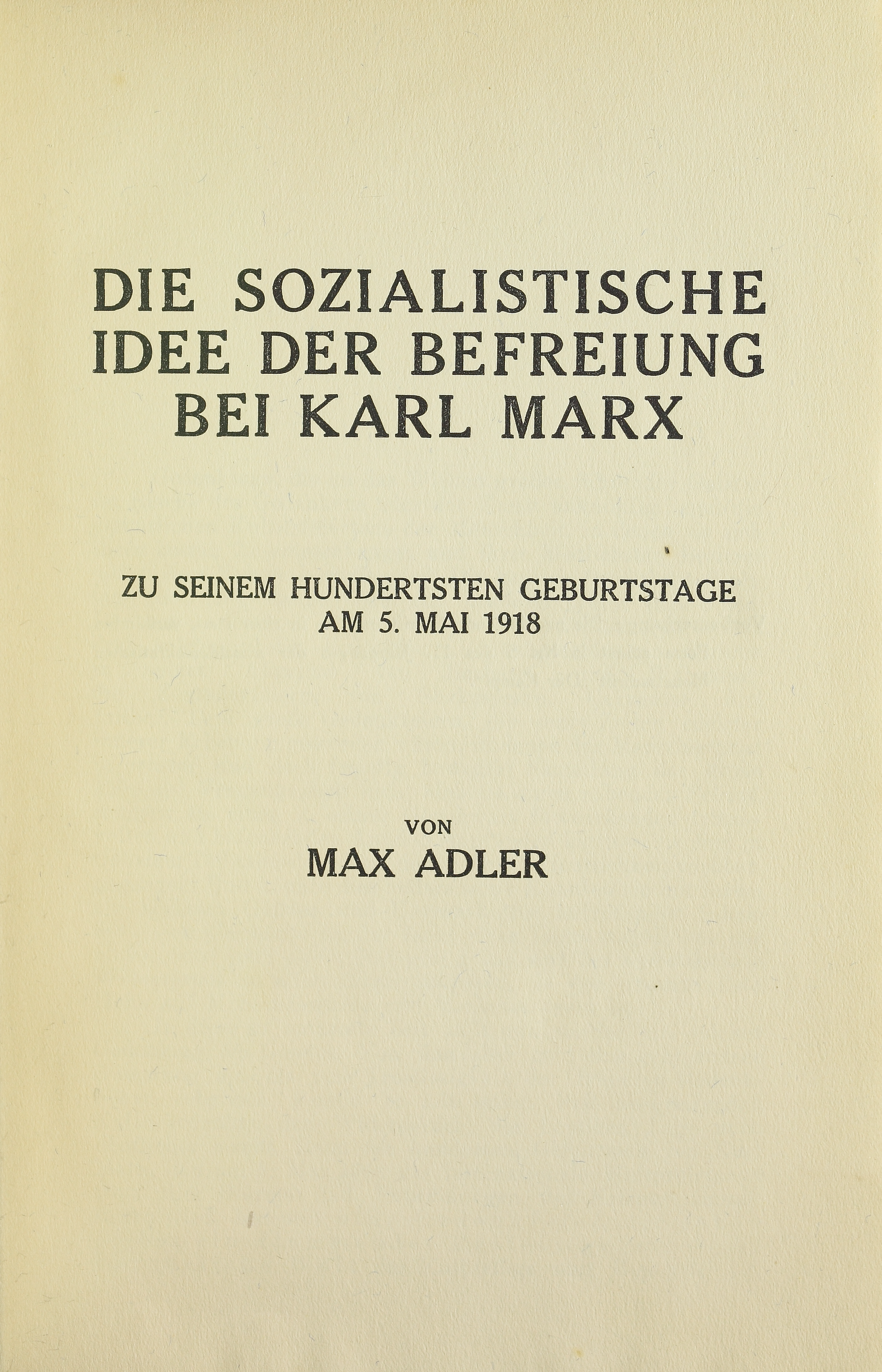
Sozialistische Idee der Befreiung bei Karl Marx, 1918

## Leben
Der Sohn eines jüdischen Kaufmanns promovierte 1896 an der Universität Wien zum Dr. jur. und wurde Rechtsanwalt. Im Frühsommer 1919 wurde er Pädagoge des Schönbrunner Kreises. Dem Wiener Vizebürgermeister Max Winter gelang es, im Hauptgebäude des Schlosses Schönbrunn Räumlichkeiten den Kinderfreunden zur Verfügung zu stellen. In dieser Schönbrunner Erzieherschule, in der junge Menschen zu Pädagogen ausgebildet wurden, konnte Max Adler reformpädagogische Programme gemeinsam mit seinen Kollegen Wilhelm Jerusalem, Alfred Adler, Marianne Pollak, Josef Luitpold Stern und Otto Felix Kanitz verwirklichen. 1920 habilitierte er an der Universität Wien und wurde a.o. Professor für Soziologie und Sozialphilosophie an der Universität Wien. Von 1919 bis 1921 war er sozialdemokratischer Abgeordneter zum Landtag von Niederösterreich. Adler war in der Volkshochschulbildung tätig und von 1904 bis 1923 gemeinsam mit Rudolf Hilferding Herausgeber der Marx-Studien. An der Universität Wien verhinderten 1926 Spann, Much, Gleispach, Hugelmann, Czermak und Konsorten bei Zusammenkünften der Deutschen Gemeinschaft die Ernennung Adlers zum Ordinarius.
Max Adler starb am 28. Juni 1937 in seiner Wiener Wohnung an „Herzschwäche als Folge einer langen und schweren Krankheit“. Er wurde am 1. Juli 1937 auf dem Wiener Zentralfriedhof beigesetzt.

## Werk
Max Adlers erste größere theoretische Arbeit war seine Studie Max Stirner. Ein Beitrag zur Feststellung des Verhältnisses von Socialismus und Individualismus (1894). Der Titel ist programmatisch für Adlers spätere theoretische Bemühungen. Wenngleich er mit dieser Studie über Marx’ verpönten Gegenspieler Stirner bei den marxistischen Parteitheoretikern heftig aneckte und sie deshalb unpubliziert ließ, blieb Stirner zeitlebens im Hintergrund seines Denkens präsent. Adlers Biograph Alfred Pfabigan war nach Sichtung des Nachlasses überrascht von der sich dort zeigenden „geistigen Beziehung Adlers zu Stirner wegen ihrer hohen Kontinuität.“
Weil Adler im Rahmen der aufstrebenden Sozialdemokratie wirken wollte, erwähnte er später Stirner, obwohl er ihn als „psychologisches Pendant“ zu Marx für eminent wichtig hielt, nur noch mit großer Vorsicht und übernahm zunächst weitgehend die Lehre des historischen Materialismus: Die Geschichte ist eine von Klassenkämpfen, deren Erkenntnis als Einheit von Theorie und umwälzender Praxis bestimmt wird. Er sah aus den gesellschaftlichen Widersprüchen der bisherigen Entwicklung „eine immer größere Harmonie und Vollkommenheit“ resultieren, bis am Ende in der Revolution des Proletariats „die Verfolgung der eigenen Klasseninteressen mit der Solidarität der Gesellschaft“ zusammenfalle. Abweichend vom orthodoxen Marxismus reduziert der Adler’sche indessen die Dialektik auf eine bloße Methodenlehre der Sozialwissenschaft, welcher keine Realdialektik des geschichtlichen Seins entsprechen soll. Ebenso lehnt Adler – darin einig mit anderen Theoretikern der zweiten Internationale wie Karl Kautsky und Karl Liebknecht – die Verbindung von wissenschaftlichem Sozialismus und Materialismus ab: der wahre Marxismus sei „in Wirklichkeit sozialer Idealismus“. Der historische Materialismus verkehrt sich für Adler im Grunde in subjektiven Idealismus. Sein besonderes Interesse galt denn auch folgerichtig einer erkenntniskritischen Grundlegung der Soziologie, in der die Marx’schen Motive eine Verbindung mit dem Transzendentalismus Kants eingegangen sind. Nach Adler ist bereits „das individuelle Bewußtsein a priori vergesellschaftet“, insofern jedes logische Urteil die notwendige Beziehung auf eine Vielheit übereinstimmender Subjekte enthält; das Adlersche ‚Sozialapriori‘ soll transzendental die Möglichkeit gesellschaftlicher Realität überhaupt bedingen.
In Kontroversen mit Hans Kelsen und Hermann Heller entstanden Adlers Beiträge zu einer marxistischen Staatslehre. Den formalen Begriff von Demokratie kritisierend, differenzierte Adler zwischen der politischen Demokratie als Herrschaftsorganisation der bürgerlichen Klasse und einer sozialen Demokratie, in der mit den Klassengegensätzen zugleich die Unterdrückung abgeschafft sein und an ihre Stelle eine „solidarische Verwaltungsreform“ der Gesellschaft treten solle. Die Errichtung einer sozialistischen Gesellschaft blieb für Adler gebunden an das Marx’sche ‚Zerbrechen der Staatsmaschinerie‘. Der Politiker Adler ließ sich auf keine Kompromisse mit dem sogenannten Sozialchauvinismus oder dem mehrheitssozialistischen „Reformismus“ ein. Wichtig war der von Adler, Otto Bauer und Rudolf Hilferding vertretene Austromarxismus nicht zuletzt für die Diskussionen auf dem linken Flügel der deutschen Sozialdemokratie vor 1933.

## Publikationen

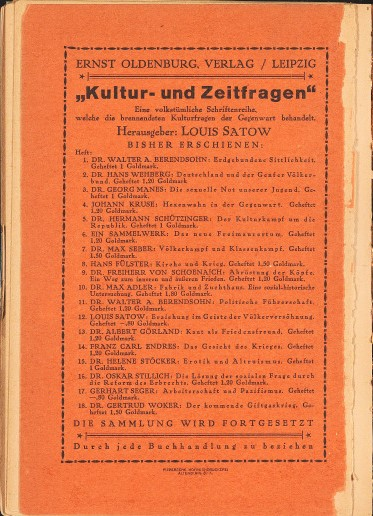
Fabrik und Zuchthaus

- Immanuel Kant zum Gedächtnis. Gedenkrede zum 100. Todestag. Wien 1904.
- Kausalität und Teleologie im Streite um die Wissenschaft. In: Marx-Studien. Bd. 1, Wien 1904, S. 195–433.
- Marx als Denker. Berlin 1908 (Digitalisat 2. umgearb. Aufl. Wien 1921).
- Der Sozialismus und die Intellektuellen. Wien 1910 (1919, 1920 und 1923).
- Der soziologische Sinn der Lehre von Karl Marx. Leipzig 1914.
- Wegweiser. Studien zur Geistesgeschichte des Sozialismus. Stuttgart: Dietz 1914 (Onlinefassung).
- Prinzip oder Romantik! Sozialistische Betrachtungen zum Weltkriege. Nürnberg 1915.
- Demokratie und Rätesystem. Wien 1919.
- Engels als Denker. Berlin 1920 (1925).
- Die Staatsauffassung des Marxismus. Ein Beitrag zur Unterscheidung von soziologischer und juristischer Methode. Wien 1922.
- Das Soziologische in Kants Erkenntniskritik. Wien 1924.
- Kant und der ewige Friede, Basel 1924
- Kant und der Marxismus. Berlin 1925; davon Neudruck: Ahlen 1975, ISBN 3-511-09020-2.
- Politische oder soziale Demokratie. Berlin 1926.
- Lehrbuch der materialistischen Geschichtsauffassung, 2 Bde. Berlin 1930/32.
- Linkssozialismus. Notwendige Betrachtungen über Reformismus und revolutionären Sozialismus, Karlsbad 1933 (Onlineversion, Bayerische Staatsbibliothek digital).
- Das Rätsel der Gesellschaft. Zur erkenntnis-kritischen Grundlegung der Sozialwissenschaft. Wien 1936.
- Natur und Gesellschaft. Soziologie des Marxismus 2, Wien 1964 (aus dem Nachlass)
- Max Stirner und der moderne Sozialismus. Feuilletons aus der Arbeiter-Zeitung vom Oktober 1906. Wien 1992, ISBN 3-900434-36-0.
- Marx und Engels als Denker. Eingeleitet von Thomas Meyer. makol Verlag, Frankfurt am Main 1972.